# Обухов, Борис Петрович
Борис Петрович Обухов (23 ноября [5 декабря] 1820, Оренбургская губерния — 23 июня [5 июля] 1885, Санкт-Петербург) — губернатор Самарской (1865—1867) и Псковской (1867—1868) губерний; сенатор, тайный советник.

## Биография
Происходил из древнего дворянского рода, родился 23 ноября (5 декабря) 1820 года в семье Петра Ивановича и Софьи Васильевны Обуховых, в родовом имении Павловка, в то время находившемся в Оренбургской губернии. Отец — отставной бригадир — умер 22 августа 1838 года; мать англичанка Сарра Марлейс, в России стала в замужестве именоваться Софьей Васильевной.
Учился в Царскосельском лицее, в котором не отличался «особенным прилежанием», и не окончив его 8 марта 1838 года поступил на службу канцеляристом в канцелярию пензенского губернатора; в октябре 1841 года получил чин коллежского регистратора. С 6 июня 1843 года был почётным смотрителем Саранского уездного училища, а с 5 августа 1848 года — почётным смотрителем Самарского уездного училища и за деятельность на этой должности 8 июня 1849 года получил благодарность от министра народного просвещения. Из-за сильного пожара 13-16 июня 1850 года училище в течение двух лет было закрыто и только в 1852 году для него наняли верхний этаж каменного дома мещанина Чайникова за ежегодные 300 рублей; Обухов обязался дать 450 рублей за три года, и 12 марта 1852 года училище было открыто.
Принял деятельное участие в открытии в 1851 году Самарской губернии.
В 1856 году был избран уездным предводителем дворянства в Бузулуке. В мае 1859 года был избран в комитет по улучшению быта помещичьих крестьян. Около года провёл в Санкт-Петербурге, где представлял самарское дворянство. На выборах 25 января 1861 года на 4-м самарском дворянском собрании был избран самарским губернским предводителем дворянства.
В это период он содействовал открытию в Самаре общественного Струковского сада. В 1856—1857 годах на деньги Обухова содержалось училище для девиц.
Борис Петрович Обухов активно содействовал подготовке и проведению крестьянской реформы 1861 года и 17 апреля 1861 года был отмечен серебряной медалью за труды по освобождению помещичьих крестьян, а 17 августа 1863 года получил знаком отличия за введение Положения об отмене крепостного права 1861 года. В 1863 году получил почётное звание камергера Двора Его Императорского Величества; 4 апреля 1865 года произведён в действительные статские советники, а 30 августа того же года был назначен самарским губернатором. Первые месяцы его губернаторства были отмечены волнениями в Николаевском, Ставропольском уездах удельных крестьян, которые не хотели выкупать земли и требовали дарственного надела. Уже в ноябре 1865 года Обухов распорядился открыть при губернском правлении сберегательную кассу. Был одним из авторов идеи строительства Самарско-Оренбургской железной дороги, состоял председателем общества дороги с её открытия до своей смерти.
В октябре 1866 года Б. П. Обухова перевели в Псковскую губернию, губернатором которой он был до 30 марта 1868 года. Во это время он написал известную записку «Русский администратор новейшей школы», в которой отстаивал усиление губернаторской власти.
С 31 марта 1868 года он исправлял должность второго товарища министра внутренних дел; 18 марта 1870 года был произведён в тайные советники и на следующий день был назначен сенатором — присутствовал в 1-м отделении 3-го департамента, а также в 1-м департаменте. Кроме этого, в марте 1869 года он был утверждён почётным мировым судьёй по Бугурусланскому уезду Самарской губернии.
Товарищем министра внутренних дел Б. П. Обухов пробыл недолго — до 12 ноября 1871 года, когда по прошению, ввиду расстроенного здоровья, был уволен от должности. П. А. Валуев в своём «Дневнике» писал от 15 марта 1872 года: 

…между прочим, осведомился о бывшем товарище министра внутренних дел Обухове, который опасно болен. Бедный Обухов сделался жертвой неудачного назначения. Он мог губернаторствовать, но когда гр. Шувалов и ген. Тимашев, <?> сделали его товарищем министра, оказалось, что ему эта должность была не под мерку. После двухлетнего невозможного и несносного положения в Министерстве его, наконец выпроводили и так бесцеремонно, что даже не назначили содержания по сенаторской должности
Скончался в Санкт-Петербурге 23 июня (5 июля) 1885 года после долгой болезни. Был похоронен в Москве на кладбище Алексеевского женского монастыря. Русский биографический словарь утверждает, что скончался он в чине действительного тайного советника и имел ордена до ордена Св. Александра Невского включительно. 

## Награды
- орден Св. Станислава 2-й степени (1857)[6]
- орден Св. Станислава 1-й степени (1868)
- орден Св. Анны 1-й степени (1869)

## Семья
Был женат на Анфисе Семёновне Полтевой (25.10.1828—21.08.1903). Их дети:
- Василий (30.12.1848—?), имел сына Дмитрия
- София (20.07.1850—?), с 25 апреля 1871 года замужем за Александром Семёновичем Брянчаниновым
- Анастасия (15.09.1851—?), умерла девицей
- Наталья (17.05.1854—?), в замужестве Брянчанинова.